# Albert Leon Whiteman Memorial Prize
Der Albert Leon Whiteman Memorial Prize ist ein von der American Mathematical Society (AMS) verliehener Preis, der für Leistungen und Arbeiten zur Mathematikgeschichte vergeben wird.
Der Preis wurde 1998 von Sally Whiteman in Gedenken an ihren verstorbenen Ehemann Albert Leon Whiteman gestiftet und wird seitdem durch die American Mathematical Society verliehen. Sein Preisgeld beträgt $5000 und die erste Verleihung fand 2001 statt. Er wurde zunächst alle vier Jahre vergeben, seit 2009 jedoch alle drei Jahre.

## Preisträger
- 2001 Thomas W. Hawkins
- 2005 Harold M. Edwards
- 2009 Jeremy Gray
- 2012 Joseph Dauben
- 2015 Umberto Bottazzini
- 2018 Karen Hunger Parshall
- 2021 Judith Grabiner
- 2024 Leo Corry